# Alimodian
Alimodian is een gemeente in de Filipijnse provincie Iloilo op het eiland Panay. Bij de laatste census in 2010 telde de gemeente ruim 37 duizend inwoners.

## Geografie

### Bestuurlijke indeling
Alimodian is onderverdeeld in de volgende 51 barangays:
| - Abang-abang - Agsing - Atabay - Ba-ong - Baguingin-Lanot - Bagsakan - Bagumbayan-Ilajas - Balabago - Ban-ag - Bancal - Binalud - Bugang - Buhay - Bulod - Cabacanan Proper - Cabacanan Rizal - Cagay | - Coline - Coline-Dalag - Cunsad - Cuyad - Dalid - Dao - Gines - Ginomoy - Ingwan - Laylayan - Lico - Luan-luan - Malamhay - Malamboy-Bondolan - Mambawi - Manasa - Manduyog | - Pajo - Pianda-an Norte - Pianda-an Sur - Punong - Quinaspan - Sinamay - Sulong - Taban-Manguining - Tabug - Tarug - Tugaslon - Ubodan - Ugbo - Ulay-Bugang - Ulay-Hinablan - Umingan - Poblacion |

## Demografie
Alimodian had bij de census van 2010 een inwoneraantal van 37.484 mensen. Dit waren 3.449 mensen (10,1%) meer dan bij de vorige census van 2007. Ten opzichte van de census van 2000 was het aantal inwoners gegroeid met 5.990 mensen (19,0%). De gemiddelde jaarlijkse groei in die periode kwam daarmee uit op 1,76%, hetgeen lager was dan het landelijk jaarlijks gemiddelde over deze periode (1,90%).

De bevolkingsdichtheid van Alimodian was ten tijde van de laatste census, met 37.484 inwoners op 144,82 km², 258,8 mensen per km².